# 百々麻子
百々 麻子（どど あさこ、1967年11月8日 - ）は、日本の声優、舞台女優。神奈川県出身。賢プロダクション所属。オンライン声優養成所・SPOT講師。

## 人物
1990年から2004年まで劇団21世紀FOXに所属していた。
特技は犬と親しむ、早口言葉。趣味はスイーツ実食、箱根駅伝観戦、推理小説を読む。
好きなものは甘いものと飛行機。好きなご当地菓子はかもめの玉子、ままどおるなど。好きな機体はF-15J。

## 出演
太字はメインキャラクター。

### テレビアニメ
1995年
- 行け!稲中卓球部（田辺雪）
- 怪盗セイント・テール（今村）
- BLUE SEED（女生徒B）

1996年
- ゲゲゲの鬼太郎（第4作）（モンロー）
- それいけ!アンパンマン（ちまきくん〈初代〉）
- 逮捕しちゃうぞ（ジュディ）
- バーチャファイター（仁王）
- B'T-X（B'Tジュテーム）
- 名探偵コナン（1996年 - 2018年、池沢ゆう子、英子、徳大寺昌代、栗山緑 他）

1997年
- キューティーハニーF（スカッドパンサー）
- 金田一少年の事件簿（1997年 - 2016年、醍醐真紀 / 一色理科子 / 怪盗紳士、花輪美佳、藍沢由里絵） - 3シリーズ
- スーパーフィッシング グランダー武蔵（隣の奥さん）
- 忍ペンまん丸（逃走する少女、シルビー）
- マッハGoGoGo（エルザ）
- 夢のクレヨン王国（ノワール）
- 烈火の炎（麗奈）

1998年
- おじゃる丸（てくてくからくり妻）
- カウボーイビバップ（アナウンサー2）
- 神風怪盗ジャンヌ（長谷川）
- 聖ルミナス女学院（エリザベス・良子・ブライアン）
- Bビーダマン爆外伝（ひしょボン）

1999年
- GTO（ガイア）

2000年
- 犬夜叉（2000年 - 2009年、ママ〈かごめの母〉、遊女、女） - 2シリーズ
- 幻想魔伝 最遊記（三仏神）
- デジモンアドベンチャー02（賢の母）
- HAND MAID メイ（婦警さん）
- 六門天外モンコレナイト（虹を紡ぐ天使・シエル）
- ONE PIECE（カルメン）

2001年
- ヴァンドレッド the second stage（女）
- こみっくパーティー（月城夕香）
- 旋風の用心棒（ディーラー）
- チャンス〜トライアングルセッション〜（ケイ、女性スタッフ）
- デジモンテイマーズ（デイジー）
- ナジカ電撃作戦（ヒューマリオンZK、美郷偲）

2002年
- ギャラクシーエンジェルZ（女）
- GetBackers-奪還屋-（湯治客）
- サイキックアカデミー煌羅万象（チロロ）
- G-onらいだーす（隊長）
- 東京アンダーグラウンド（リーダー）

2003年
- 明日のナージャ（令嬢）
- 金色のガッシュベル!!（2003年 - 2005年、おもちゃ屋店員、ジル）
- 時空冒険記ゼントリックス（シルバー03）
- 高橋留美子劇場（子供、幼い隆一）
- 高橋留美子劇場 人魚の森（さより、母、妻女）
- HAPPY★LESSON ADVANCE（ビューティーハニー）
- ブラック・ジャック2時間スペシャル 〜命をめぐる4つの奇跡〜（デビィの母）
- プラネテス（2003年 - 2004年、彼女、女）
- MOUSE（メイの祖母）
- らいむいろ戦奇譚（2003年 - 2005年、一乗寺須美） - 2シリーズ

2004年
- スクールランブル（ミチコ博士）
- ブラック・ジャック（クロオ〈少年〉、看護師 他）
- MEZZO（アナウンサー）
- RAGNAROK THE ANIMATION（ソヒー）

2005年
- ガン×ソード（看護師、リオン、アナウンス 他）
- こみっくパーティーRevolution（澤田真紀子）
- SPEED GRAPHER（女性議員）
- MONSTER（受付〈女〉）
- ラムネ（佐倉の母）

2006年
- Gift 〜eternal rainbow〜（藤宮夫人）
- 結界師（2006年 - 2007年、雪村静江、裏会の幹部〈竜姫〉、加賀見、女教師）
- ケモノヅメ（甘噛、受験生の母）
- NIGHT HEAD GENESIS（芳賀サチエ）
- ブラック・ジャック21（黒男、看護師）

2007年
- GR-GIANT ROBO-（セレスティーヌ・ブニュエル、キャスター）
- シグルイ（下女）
- 魔法少女リリカルなのはStrikerS（クイント・ナカジマ）

2008年
- カオス;ヘッド -CHAOS;HEAD-（セナの母、キャスター）
- コードギアス 反逆のルルーシュR2（マリアンヌ・ヴィ・ブリタニア、シスター）
- 隠の王（十字の母）
- 魔人探偵脳噛ネウロ（アナウンサー）
- Mnemosyne-ムネモシュネの娘たち-（ロナ・クローデル）
- ライブオン CARDLIVER 翔（天空ムスタング）

2009年
- うちの3姉妹（2009年 - 2010年、だいちゃんママ〈2代目〉）
- こばと。（担任）
- 蒼天航路（白蓮）
- プリンセスラバー!（哲平の母）
- RIDEBACK -ライドバック-（女性キャスター）

2010年
- 咎狗の血（エマ）

2011年
- クレヨンしんちゃん（女子アナ）

2014年
- クロスアンジュ 天使と竜の輪舞（ヴェルダ王朝女王）
- DRAMAtical Murder（ノイズの母）
- 名探偵コナン 江戸川コナン失踪事件 〜史上最悪の2日間〜（アナウンサー）
- まじっく快斗1412

2015年
- Charlotte（アナウンス）

2016年
- パズドラクロス（ランスの母）
- 名探偵コナン エピソード“ONE” 小さくなった名探偵（愛子）

2018年
- メルヘン・メドヘン（2018年 - 2019年、十三人委員会）
- 狐狸之声（女性マネージャー）

2020年
- 半妖の夜叉姫（2020年 - 2022年、大ママ） - 2シリーズ

2022年
- 名探偵コナン ゼロの日常（栗山緑）

2024年
- ドラえもん（テレビ朝日版第2期）（魔女）

### 劇場アニメ
1997年
- 名探偵コナン 時計じかけの摩天楼

1998年
- スレイヤーズごぅじゃす（母親1）
- 名探偵コナン 14番目の標的（秘書）

1999年
- 金田一少年の事件簿2 殺戮のディープブルー（オーロラビジョンの声）

2000年
- 名探偵コナン 瞳の中の暗殺者（栗山緑）

2001年
- 犬夜叉 時代を越える想い（かごめの母）
- 名探偵コナン 天国へのカウントダウン（母親）

2002年
- 名探偵コナン ベイカー街の亡霊（アナウンス）

2003年
- 犬夜叉 天下覇道の剣（かごめの母）

2004年
- 名探偵コナン 銀翼の奇術師（由紀）

2005年
- ブラック・ジャック ふたりの黒い医者（少年時代のブラック・ジャック）

2006年
- 名探偵コナン 探偵たちの鎮魂歌（栗山緑）

2008年
- 名探偵コナン 戦慄の楽譜（アナウンス）

2018年
- 名探偵コナン ゼロの執行人（栗山緑）
- コードギアス 反逆のルルーシュ III 皇道（マリアンヌ・ヴィ・ブリタニア）

2019年
- 劇場版シティーハンター 〈新宿プライベート・アイズ〉（亜衣の母）

2021年
- 神在月のこども（女性教師）

### OVA
1992年
- 世界の光 親鸞聖人（善鸞の妻）
- 創竜伝

1996年
- 銀河英雄伝説（イゼルローン軍兵士）
- 魔法使いTai!（ナオミ）

1997年
- B'T X NEO（B'Tジュテーム）
- 魔法少女メルル

1999年
- 太陽の船 ソルビアンカ（ミルカ）
- 倒凶十将伝（十斗の母）

2002年
- Happy World!（ネル）

2003年
- がぁーでぃあんHearts（女将）

2004年
- らいむいろ戦奇譚 南国夢浪漫（一乗寺須美）

2012年
- コードギアス 反逆のルルーシュ ナナリーinワンダーランド（マリアンヌ・ヴィ・ブリタニア）

### Webアニメ
- 川崎フロンターレオリジナルアニメ（フロンマ）

### ゲーム
1995年
- 聖夜物語 AnEarth Fantasy Stories（娼婦リンダ）

1997年
- アニメフリーク FX vol.5（ギャルマグマ）
- 怪盗セイント・テール（宇崎玲佳）
- となりのプリンセス ロルフィー（サリード）

1998年
- アニメフリーク FX vol.6（ギャルマグマ）

1999年
- ラングリッサーミレニアム

2000年
- 建設重機喧嘩バトル ぶちギレ金剛!!（十文字彩）
- 麻雀やろうぜ!2（九蓮宝燈美）
- フランベルジュの精霊（シフォーネ）
- 竜機伝承3 〜黄昏に導かれし者たち〜（ラミア、ナレーション）

2001年
- こみっくパーティー（月城夕香、澤田真紀子）
- 仙界通録正史 〜TVアニメーション仙界伝封神演義より〜（女禍）

2003年
- 式神の城II（ふみこ・オゼット・ヴァンシュタイン）

2006年
- Gift -Prism-（外薗椿、藤宮夫人、八木看護師）
- 水の旋律2 〜緋の記憶〜（設楽雅）

2008年
- 機動戦士ガンダム ギレンの野望 アクシズの脅威（シドレ、アクシズ秘書）
- 咎狗の血 True Blood（エマ、謎の二人組）

2009年
- 桃華月憚 -光風の陵王-（五反田幸子）

2010年
- ブレイズ・ユニオン（スレイプ、ベアトリーヌ）

2018年
- スーパーロボット大戦X（マリアンヌ・ヴィ・ブリタニア）
- クイズRPG 魔法使いと黒猫のウィズ（マリアンヌ・ヴィ・ブリタニア）

2024年
- コードギアス 反逆のルルーシュ ロストストーリーズ（マリアンヌ・ヴィ・ブリタニア）

### ドラマCD
- 少年舞妓・千代菊がゆく!（岡村花枝）
- チェックメイト（担任）
- 半分の月がのぼる空 VOL.3（里香の母）
- ONE×3（社長）
- HAPPY★LESSON DRAMACD-6（ビューティーハニー）

### テレビ番組
- ダンジョンV（テレビ東京） - 「どどのおねーたま」として出演。

### 吹き替え

#### 映画
- アクトレス
- アナトミー（パウラ〈フランカ・ポテンテ〉）
- アナトミー2（リー〈ロージー・アルバレス〉）
- アニバーサリーの夜に（モニカ・ローズ）
- アンツ・イン・ザ・パンツ!（レオニー〈ミナ・タンデル〉）
- シャーロット・グレイ（デイジー）
- スパイダーマン3
- スパイダーマン:ノー・ウェイ・ホーム（副総長補佐[14]）
- ソウ3（リン・デンロン〈バハー・スーメク〉）
- ドラキュリア
- ネバー・ダイ・アローン（エドナ）
- ヒットマンズ・レクイエム（ジミー〈ジョーダン・プレンティス〉）
- プセの冒険 真紅の魔法靴（人食い鬼の妻〈エロディ・ブシェーズ〉）
- ブラッドレイン（レイン〈クリスタナ・ローケン〉）
- ブレイブ ワン
- ボーンシリーズ（ニッキー・パーソンズ〈ジュリア・スタイルズ〉）
  - ボーン・アイデンティティー ※フジテレビ版
  - ボーン・アルティメイタム ※フジテレビ版
  - ジェイソン・ボーン ※BSテレ東版[15]
- 未知との遭遇（ロニー・ニアリー〈テリー・ガー〉）

#### ドラマ
- ER緊急救命室XI #1（ミーガン）
- WITHOUT A TRACE/FBI 失踪者を追え!3 #9（テレサ）
- 恐竜家族
- 新スタートレック #45（ナイジェル）
- ゾウズ・フー・キル 殺意の深層
- 対決スペルバインダー（家政婦ジーナ）
- チャームド 〜魔女3姉妹〜7（キラ）
- ニューハート（キム・ジョン）
- PERSON of INTEREST 犯罪予知ユニット（グレース・ヘンドリクス〈キャリー・プレストン〉）
- HAWAII FIVE-0（ヒラリー・チェーバー）
- 名探偵ポワロ ひらいたトランプ  #55
- リゾーリ&アイルズ2（ランディ・ゴードン）

### 舞台
- 劇団21世紀FOXにて出演作多数
- タンバリンプロデューサーズ「舞台 新耳袋」（2010年4月2日 - 6日、シアターグリーン BIG TREE THEATER）